# Schizonycha genitalis
Schizonycha genitalis är en skalbaggsart som beskrevs av Moser 1924. Schizonycha genitalis ingår i släktet Schizonycha och familjen Melolonthidae. Inga underarter finns listade i Catalogue of Life.